# Die Hard with a Vengeance
Die Hard with a Vengeance (bra: Duro de Matar - A Vingança; prt: Die Hard 3 - A Vingança) é um filme de ação americano, lançado em 1995, dirigido por John McTiernan.
O filme é estrelado por Bruce Willis como o tenente John McClane e Samuel L. Jackson como seu relutante parceiro Zeus Carver, que unem-se para deter um grupo terrorista da Alemanha Oriental liderado por "Simon" (Jeremy Irons) que plantou bombas ao longo da cidade de Nova Iorque e planeja roubar barras de ouro do Federal Reserve. Lançado em 19 de maio de 1995, recebeu críticas mistas, mas tornou-se a maior bilheteria daquele ano. Posteriormente, passou a ser tratado como cult e é amplamente considerado a melhor sequência da franquia, além de um dos melhores filmes de ação da década de 1990.

## Sinopse
Uma bomba explode num local movimentado de Nova York, e John McClane é chamado para resolver quebra-cabeças que Simon lhe passa. O FBI declara que não passa de uma vingança contra o policial, mas os acontecimentos revelam algo além.

## Elenco
- Bruce Willis ... John McClane
- Jeremy Irons ... Simon Peter Gruber
- Samuel L. Jackson ... Zeus Carver
- Graham Greene ... Joe Lambert
- Colleen Camp ... Connie Kowalski
- Sam Phillips ... Katya
- Larry Bryggman ... Chefe Cobb
- Anthony Peck ... Ricky Walsh
- Nicholas Wyman ... Targo